# SAIC Motor
SAIC Motor Corp., Ltd. (denumit anterior Shanghai Automotive Industry Corporation) este un producător de automobile chinez cu sediul în Anting, Shanghai. Fondat în 1955, este în prezent cel mai mare dintre cei „4 mari producători” din China, și anume: SAIC Motor, FAW Group, Dongfeng Motor Corporation și Changan Automobile, având vânzări de 5,365 milioane de vehicule în 2021.
Produsele SAIC se vând sub o varietate de mărci, inclusiv cele ale partenerilor de joint venture. Două mărci notabile deținute de SAIC în totalitate sunt MG, o marcă britanică, și Roewe.